# Mielichhoferia schmidii
Mielichhoferia schmidii är en bladmossart som beskrevs av C. Müller 1853. Mielichhoferia schmidii ingår i släktet kismossor, och familjen Bryaceae. Inga underarter finns listade i Catalogue of Life.